# شهرستان تاتسینسکی
شهرستان تاتسینسکی (به لاتین: Tatsinsky District) یک شهرستان در روسیه است که در استان روستوف واقع شده‌است.